# Virola michelii
Virola michelii Heckel è un albero della famiglia Myristicaceae originario del sud-America.

## Descrizione
Si presenta come un albero sempreverde con un tronco chiaro, che cresce fino a 23 metri di altezza.

## Biochimica
Parti della pianta contengono dimetiltriptamina.

## Distribuzione e habitat
Comune nelle foreste di latifoglie miste.